# 출발! 경인대행진
김란아의 출발! 경인대행진은 TBN 경인교통방송(인천, 경기 FM 100.5MHz, 서해5도 FM 105.5MHz)에서 평일 아침 7시부터 8시 53분까지 방송되는 인천, 경기 지역의 출근길 라디오 프로그램이다.

## 코너소개

### 매일 코너
- 아침풍경 with cctv - 출근길 거리의 모습과 그날의 날씨, 동네정보를 알려드립니다
- 굿모닝 룰루란아 - 일어나라 청취자들이여! 신나는 음악과 함께 청취자 출석체크
- 출발! 아침뉴스 - 아침에 알아두어야 할 생활.정보 뉴스
- 두뇌회전 퀴즈~ - 매일아침 두뇌 회전을 위한 두뇌 스트레칭 퀴~즈!!
- 알려줘요 김반장~! - 출근길 CCTV 분석

## 요일 코너

### 월요일
- 그것도 알고싶다 : 교통사고 사례 분석 -이승기변호사 출연

### 화요일
- 자동차 무엇이든 물어보슈~ 떴다 고반장 : 자동자 정비의 모든 것-고동원 대한민국 산업현장 교수 출연

### 수요일
- 모아모아 교통뉴스 : 교통뉴스를 모아모아 발빠르게 전달-데일리한국 안효문 기자 전화연결
- 육아천재 파파백(papa100) : 좌충우돌 아빠들의 육아일기

### 목요일
- 자연의 소리, 힐링이 되다 : 자연의 소리로 힐링하며 환경에 대해 생각해 보는 시간-국립생물자원관 박찬호 연구관 출연

### 금요일
- 교통 읽어주는 남자 : 자동차부터 교통이슈까지 바퀴로 다니는 모든 것에 대해-대림대 김필수교수 전화연결
- 안전한 사회, 가치 봄 : 교통약자 시각장애인 동행 취재를 통해 알아보는 교통안전사항(월2회)